# Old Town Road
«Old Town Road» (también conocida como «Old Town Road (I Got the Horses in the Back)» es una canción del rapero estadounidense Lil Nas X. Inicialmente se lanzó de forma independiente el 3 de diciembre de 2018 y ganó popularidad en la aplicación para compartir videos TikTok. Como resultado, Lil Nas X firmó con Columbia Records, que ahora distribuye el sencillo. La canción presenta una muestra de la pieza instrumental de «34 Ghosts IV» de Nine Inch Nails, con los miembros de la banda recibiendo créditos de composición y producción. Un remix de la canción con Billy Ray Cyrus se lanzó el 5 de abril de 2019. Un segundo remix de la canción con Cyrus y Diplo se lanzó el 29 de abril de 2019. El 12 de julio salió un nuevo remix con Young Thug. El 29 de julio de 2019 la versión con Billy Ray Cyrus rompió el récord de Billboard Hot 100 al ser durante 17 semanas consecutivas número uno. Se lanzó además un último remix con el líder de la mundialmente célebre banda BTS RM, también conocido como Kim Namjoon.
En marzo de 2019, la canción alcanzó el número 19 en la lista de Billboard Hot Country Songs antes de que la revista lo descalificara porque no se ajustaba al género country, lo que provocó un debate sobre la definición del género. De no haber sido descalificado, «Old Town Road» hubiera sido la canción número uno de Hot Country Songs, según el listado del 6 de abril de 2019.
Aunque la canción no fue reingresada en las listas de country, tanto la versión original de la canción como el remix con Cyrus finalmente alcanzaron el número uno en la lista insignia de Billboard , la Hot 100. Internacionalmente, una o más versiones de «Old Town Road» han llegado a las primeras posiciones en listas nacionales de sencillos en países como Australia, Canadá, Alemania, Irlanda, los Países Bajos, Nueva Zelanda, Noruega, Suiza y el Reino Unido; y entrado dentro de los diez primeros en varios otros mercados.
Con un minuto y cincuenta y tres segundos de duración, la versión original de «Old Town Road» es el quinto número uno más corto en la historia del Billboard Hot 100, y el más corto desde 1965.

## Antecedentes
El country rap, y su subgénero, el country trap, comenzaron a resurgir en el mainstream después del rapero estadounidense Young Thug lanzara su mixtape experimental Beautiful Thugger Girls (2017). Lil Nas X ha citado a Young Thug como un pionero del género country trap. En mayo de 2018, Lil Tracy y Lil Uzi Vert reiniciaron la tendencia con su sencillo de country rap «Like a Farmer (Remix)».
En 2018, Lil Nas X abandonó la universidad para seguir una carrera musical, pero sus padres lo desanimaron. Se mudó con su hermana, dedicando tiempo a promocionar su música en Internet mientras dormía solo tres horas cada noche. Lil Nas X comenzó a escribir  «Old Town Road» después de quedarse «sin opciones». Lil Nas X dice que la frustración de su hermana y sus padres inspiró el coro de la canción, «nadie puede decirme nada». Dentro del mes en que se escribió, Lil Nas X eligió hacer girar el significado de la canción para que el «camino de la ciudad vieja» fuera un símbolo de éxito.
El productor de discos holandés YoungKio produjo el ritmo un año antes del lanzamiento de la canción y lo subió a su tienda en línea donde vende beats. Él sampleó la canción de Nine Inch Nails «34 Ghosts IV» y mantuvo la canción intacta en lugar de cortarla como un desafío para sí mismo, diciendo que «realmente no tenía ningún pensamiento del country al respecto». Como las compras en su tienda en línea eran anónimas, YoungKio no sabía que Lil Nas X había comprado la canción hasta que la vio en un meme de Instagram en diciembre de 2018.

## Composición
«Old Town Road» ha sido descrita de diversas maneras por publicaciones como una canción country rap, country,  trap, o Southern hip hop. Producida por YoungKio, la canción muestrea parcialmente la canción de Nine Inch Nails «34 Ghosts IV» de su sexto álbum de estudio, Ghosts I – IV (2008). La canción destaca de manera prominente la ejecución de un banjo y tambores de trap en todo. La canción ha sido comparada con el sencillo de Lil Tracy en 2018, «Like a Farmer», que luego fue remezclado por Lil Uzi Vert. La canción está compuesta en clave de B mayor con una progresión de acordes de G♯7-Cadd9-F♯sus4-E6. Tiene un tempo aproximado de 69 pulsaciones por minuto.

## Lanzamiento y promoción

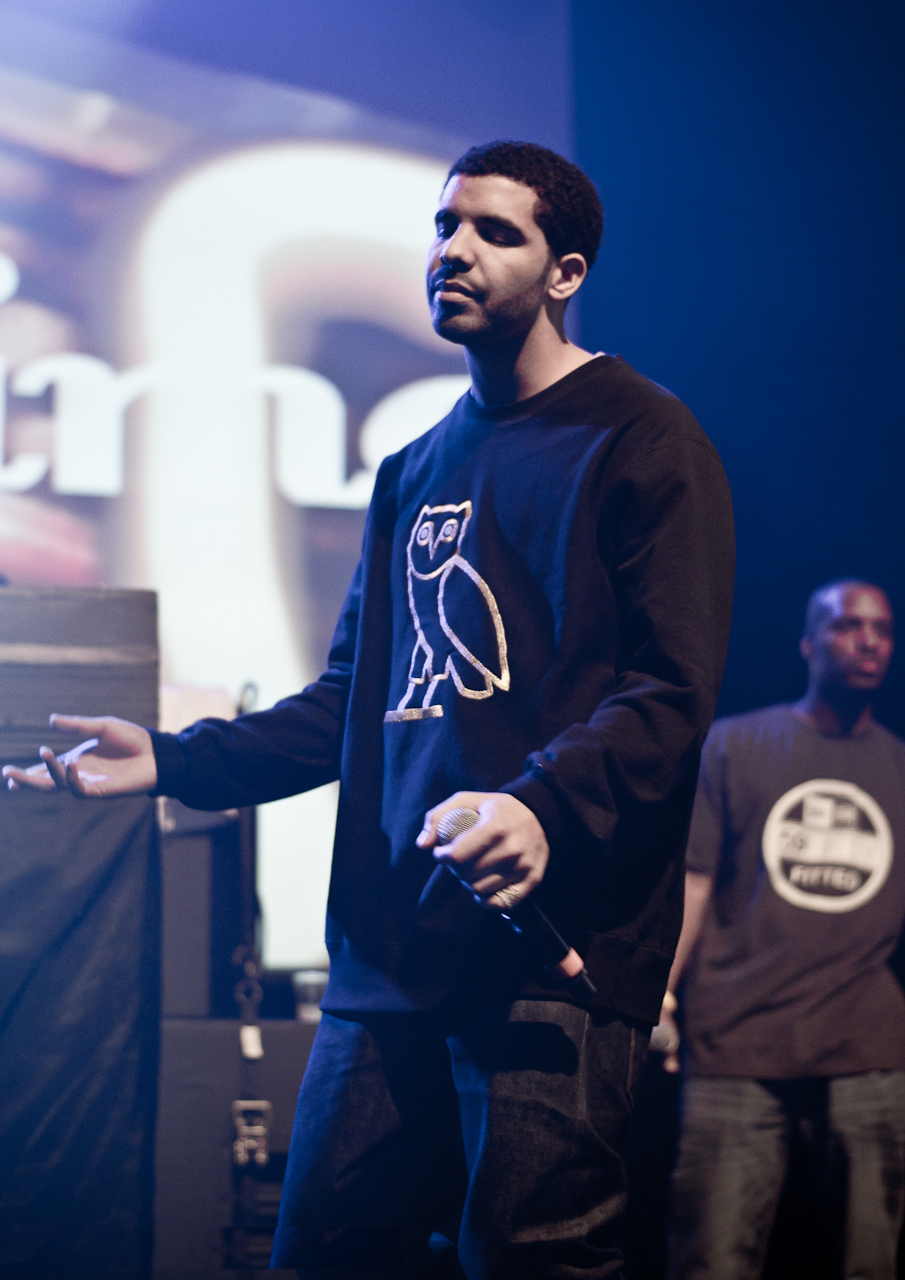
«In My Feelings» del rapero canadiense Drake, fue desbancada del récord de streamings por «Old Town Road» en su semana debut.

«Old Town Road» fue lanzado de forma independiente como sencillo el 3 de diciembre de 2018, durante el surgimiento del meme «Yeehaw Agenda», un movimiento que se apropia de la moda y la cultura de los vaqueros. Danny Kang, mánager del artista viral de country Mason Ramsey, sugirió a Rolling Stone que Lil Nas X incluyó la canción en el género de música country en SoundCloud e iTunes como una forma de manipular los algoritmos de las listas, ya que sería más fácil superar los listados country que las tablas dominantes de hip hop/rap. Lil Nas X comenzó a crear memes para promocionar «Old Town Road» antes de que los usuarios de TikTok lo recogieran. El video musical oficial de la canción está compuesto completamente de secuencias y clips Red Dead Redemption 2, el videojuego de acción-aventura Western de 2018.
La canción ganó fuerza a fines de diciembre de 2018 después de convertirse en el meme «Yeehaw Challenge» en TikTok, donde los usuarios crearon videos cortos con la canción. El desafío se acredita con el lanzamiento de la canción cuando debutó en el número 83 en el Billboard Hot 100, donde la canción ha alcanzado su punto máximo en el número uno en la lista. La popularidad de la canción creció tan rápidamente que las estaciones de radio tuvieron que descargar el audio de YouTube. El 22 de marzo de 2019, el éxito de la canción permitió a Lil Nas X firmar con Columbia Records, que ahora distribuye el sencillo.
«Old Town Road» rompió, en su semana debut, el récord de streamings que ostentaba la canción  «In My Feelings» del rapero canadiense Drake.

## Clasificación de género deBillboard

Billboard eliminó controversialmente «Old Town Road» de su lista Hot Country Songs luego de su debut en el número 19.

«Old Town Road» logró una rara hazaña en la historia de Billboard cuando se listó simultáneamente en las listas Billboard Hot 100, Hot Country Songs y Hot R&B/Hip-Hop Song en marzo de 2019. Sin embargo, Billboard eliminó silenciosamente «Old Town Road» de su gráfico Hot Country por «no [abrazar] suficientes elementos de la música country de hoy».
Lil Nas X declaró que estaba «extremadamente decepcionado» por la decisión. En una entrevista, el reportero de Time Andrew R. Chow mencionó la decisión de Billboard de eliminar «Old Town Road» de la tabla de Country pero mantenerla en la tabla de R&B/Hip-Hop preguntándole a Lil Nas X si considera que «Old Town Road» es una canción country a lo que el respondió: «La canción es country trap. No es una, no es la otra. Son ambas cosas. Debería estar en ambos [gráficos]».
La exclusión de «Old Town Road» trajo críticas a la evaluación de la obra de artistas no blancos en el género country, con el escritor de Rolling Stone Elias Leight refiriéndose a Beyoncé, cuya canción «Daddy Lessons» no fue considerada. una canción country por The Recording Academy en 2016. Leight también señaló otras dificultades que enfrentan los artistas negros que hacen música de género mixto, señalando que Death Race for Love (2019) del rapero Juice Wrld sería «probablemente el álbum de rock más exitoso comercialmente de 2019», pero nunca apareció en las listas de rock, otro género como el country predominado por los artistas blancos. En vista de las críticas, Billboard declaró más tarde que la decisión de eliminar «Old Town Road» de la lista de canciones Hot Country no tuvo nada que ver con la carrera de Lil Nas X. Cuando se le preguntó si creía que la decisión de Billboard tenía matices raciales, Lil Nas X respondió: «Creo que siempre que intente algo nuevo, siempre tendrá algún tipo de mala recepción».
A pesar de haber sido eliminado de la lista principal de canciones country, «Old Town Road» logró ubicarse en la lista Country Airplay de Billboard, debutando en el número 53 y llegando al número 50 hasta el momento. En respuesta, el CEO de Sony Music Nashville, Randy Goodman, le dijo a Billboard que su equipo comenzó a probar la canción en algunos mercados de radio del país, y agregó que «sería negligente no mirarlo».

## Rendimiento comercial
De acuerdo con Nielsen Music, la pista lideró la tabla de Streaming Songs durante un segundo cuadro con 143 millones de transmisiones de Estados Unidos en la semana que finalizó el 11 de abril. La suma supera fácilmente la marca anterior, establecida cuando «In My Feelings» de Drake obtuvo 116.2 millones de streamings, como se refleja en la tabla del 28 de julio de 2018. (Tanto el remix como la versión original de «Road» cuentan como una sola en su ubicación en la lista).

## Créditos
Los créditos fueron adaptados de Tidal.
- Lil Nas X – artista principal
- YoungKio – productor
- Trent Reznor – producción muestreada
- Atticus Ross – producción muestreada
- Cinco – ingeniero de grabación

## Listas
| Lista (2019)                           | Mejor posición |
| -------------------------------------- | -------------- |
| Australia (ARIA)                       | 1              |
| Austria (Ö3 Austria Top 40)            | 1              |
| Belgium (Ultratop 50 Flanders)         | 1              |
| Belgium (Ultratop 50 Wallonia)         | 18             |
| Canadá (Canadian Hot 100)              | 1              |
| Denmark (Tracklisten)                  | 1              |
| Finlandia (OFC)                        | 7              |
| France (SNEP)                          | 10             |
| Alemania (Media Control AG)            | 1              |
| Ireland (IRMA)                         | 1              |
| Netherlands (Dutch Top 40)             | 7              |
| Netherlands (Single Top 100)           | 1              |
| New Zealand (RMNZ)                     | 10             |
| Norway (VG-lista)                      | 1              |
| Escocia (Scottish Singles Sales Chart) | 3              |
| Spain (PROMUSICAE)                     | 62             |
| Spain (Radios Top 50)                  | 6              |
| Spain (Los40 España)                   | 1              |
| Sweden (Sverigetopplistan)             | 2              |
| Suiza (Schweizer Hitparade)            | 1              |
| Reino Unido (UK Singles Chart)         | 1              |
| US Billboard Hot 100                   | 1              |
| Estados Unidos (Adult Top 40)          | 31             |
| Estados Unidos (Mainstream Top 40)     | 11             |
| US Country Airplay (Billboard)         | 50             |
| US Hot Country Songs (Billboard)       | 19             |
| US Hot R&B/Hip-Hop Songs (Billboard)   | 1              |
| Estados Unidos (Mainstream Top 40)     | 11             |
| US Dance/Mix Show Airplay (Billboard)  | 19             |

## Certificaciones
| Australia     | ARIA     | Platino        | 70 000  |   | [ 38 ] |
| México        | AMPROFON | Diamante + Oro | 330 000 | + | [ 63 ] |
| Nueva Zelanda | RMNZ     | Platino        | 30 000  |   | [ 64 ] |

## Remezcla con Billy Ray Cyrus
«Old Town Road (Remix)», con el cantante estadounidense Billy Ray Cyrus, fue el primer remix oficial de «Old Town Road» en ser lanzado. Fue lanzado el 5 de abril de 2019 por Columbia Records. El remix fue grabado en apoyo de «Old Town Road» siendo reconocido como una canción country.

### Antecedentes
En diciembre de 2018, un día después del lanzamiento de la versión original, Lil Nas X tuiteó que quería a Billy Ray Cyrus en la canción.
Billy Ray Cyrus declaró que le encantó la versión original la primera vez que la escuchó. Cyrus se relacionó con la canción la primera vez que la escuchó, conectando la «carretera de la ciudad vieja» al Puente de la Ciudad Vieja en Argillite, Kentucky, que solía tomar cuando era niño. En respuesta a la eliminación de «Old Town Road» de la lista de canciones de Hot Country, Cyrus tuiteó su apoyo a Lil Nas X y notó que la eliminación lo puso en las filas de grandes forajidos como él. El remix se ubicó en el número uno en los Hot 100, superando a «Achy Breaky Heart», que alcanzó el número cuatro en 1992, como el sencillo de Cyrus en los Estados Unidos.

### Créditos de la remezcla
Los créditos fueron adaptados de Tidal.
- Lil Nas X – artista principal
- Billy Ray Cyrus – artista invitado
- Jocelyn «Jozzy» Donald – coros
- YoungKio – productor
- Trent Reznor – producción muestreada
- Atticus Ross –producción muestreada
- Andrew "VoxGod" Bolooki – productor vocal
- Joe Grasso – Ingeniero
- Cinco – ingeniero de grabación
- Eric Lagg – ingeniero de masterización

### Listas
| Lista (2019)                         | Mejor posición |
| ------------------------------------ | -------------- |
| Belgium (Ultratop 50 Flanders)       | 1              |
| Belgium (Ultratop 50 Wallonia)       | 18             |
| Canadá (Canadian Hot 100)            | 1              |
| Colombia (National Report)           | 63             |
| Denmark (Tracklisten)                | 2              |
| Finlandia (OFC)                      | 6              |
| Italy (FIMI)                         | 7              |
| Netherlands (Dutch Top 40)           | 7              |
| Netherlands (Single Top 100)         | 1              |
| New Zealand (Recorded Music NZ)      | 1              |
| Spain (PROMUSICAE)                   | 65             |
| US Billboard Hot 100                 | 1              |
| US Country Airplay (Billboard)       | 53             |
| US Hot R&B/Hip-Hop Songs (Billboard) | 1              |